# Hokkaido Railway Company
Die Hokkaido Railway Company (jap. 北海道旅客鉄道株式会社, Hokkaidō ryokaku tetsudō kabushiki-gaisha) ist einer der sieben Nachfolger der 1987 privatisierten japanischen Staatsbahn. Ihre Kurzbezeichnung lautet JR Hokkaido (jap. JR北海道, Jeiāru Hokkaidō). Sie betreibt das ehemals staatliche Netz auf der im Norden gelegenen Insel Hokkaidō. Der Hauptsitz des Unternehmens befindet sich in Sapporo, daneben gibt es Zweigstellen in Asahikawa, Hakodate und Kushiro.
JR Hokkaido ist zu 100 % im Besitz der Japan Railway Construction, Transport and Technology Agency (JRTT), einer im Jahr 2003 vom japanischen Parlament geschaffenen Selbstverwaltungskörperschaft unter Aufsicht des MLIT.

## Übersicht
Am Stichtag 1. April 2024 betrieb JR Hokkaido ein Streckennetz mit einer Länge von 2254,9 km. Davon entfallen auf:
- Shinkansen: 148,8 km (1 Linie)
- Hauptstrecken: 1230,1 km (5 Linien)
- Nebenstrecken: 876,0 km (8 Linien)

Bedient werden 322 Bahnhöfe und Haltestellen, davon sind:
- 95 mit Personal besetzt
- 227 unbesetzt

Das Unternehmen beschäftigt 6797 Mitarbeiter. Es besitzt 401 elektrische Triebzüge, 463 Dieseltriebwagen, 23 Diesellokomotiven, 20 Shinkansen-Züge sowie zwei Dampflokomotiven für Nostalgiefahrten.

## Streckennetz

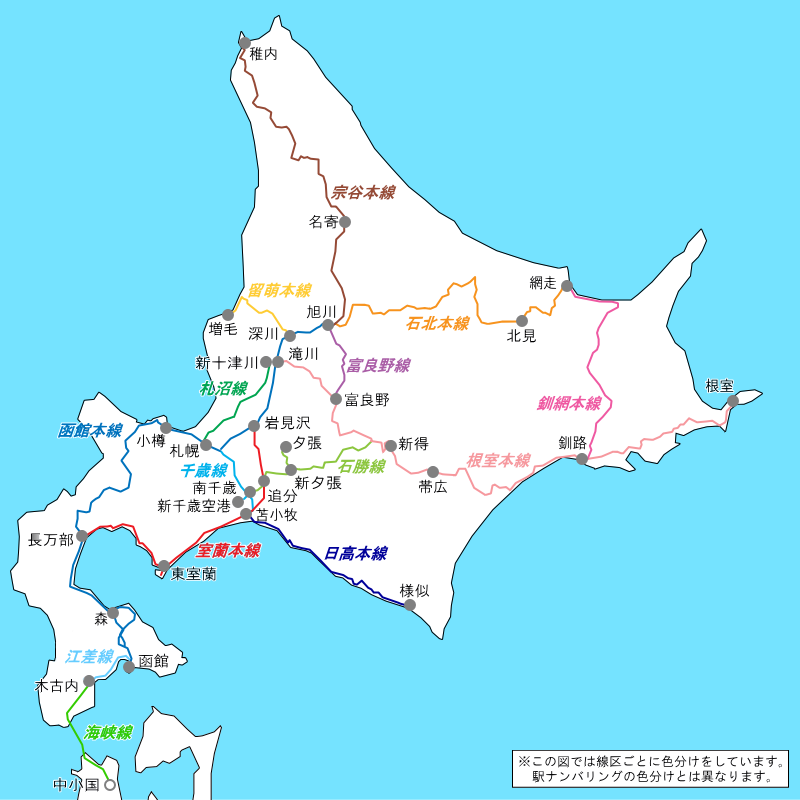
Streckennetz

### Shinkansen
| Name der Linie      | Strecke                            | Länge    |
| ------------------- | ---------------------------------- | -------- |
| Hokkaidō-Shinkansen | Shin-Aomori – Shin-Hakodate-Hokuto | 148,9 km |

### Hauptlinien
| Name der Linie      | Strecke                                            | Länge    |
| ------------------- | -------------------------------------------------- | -------- |
| Chitose-Linie       | Shiroishi – Numanohata                             | 056,6 km |
| Chitose-Linie       | Minami-Chitose – Flughafen Neu-Chitose             | 002,6 km |
| Hakodate-Hauptlinie | Hakodate – Oshamambe – Otaru – Sapporo – Asahikawa | 423,1 km |
| Hakodate-Hauptlinie | Ōnuma – Mori                                       | 035,3 km |
| Muroran-Hauptlinie  | Oshamambe – Higashi-Muroran – Oiwake – Iwamizawa   | 211,0 km |
| Muroran-Hauptlinie  | Higashi-Muroran – Muroran                          | 007,0 km |
| Nemuro-Hauptlinie   | Takikawa – Furano                                  | 054,6 km |
| Nemuro-Hauptlinie   | Shintoku – Obihiro – Nemuro                        | 307,5 km |
| Sekishō-Linie       | Minami-Chitose – Shintoku                          | 132,4 km |

### Sonstige Linien

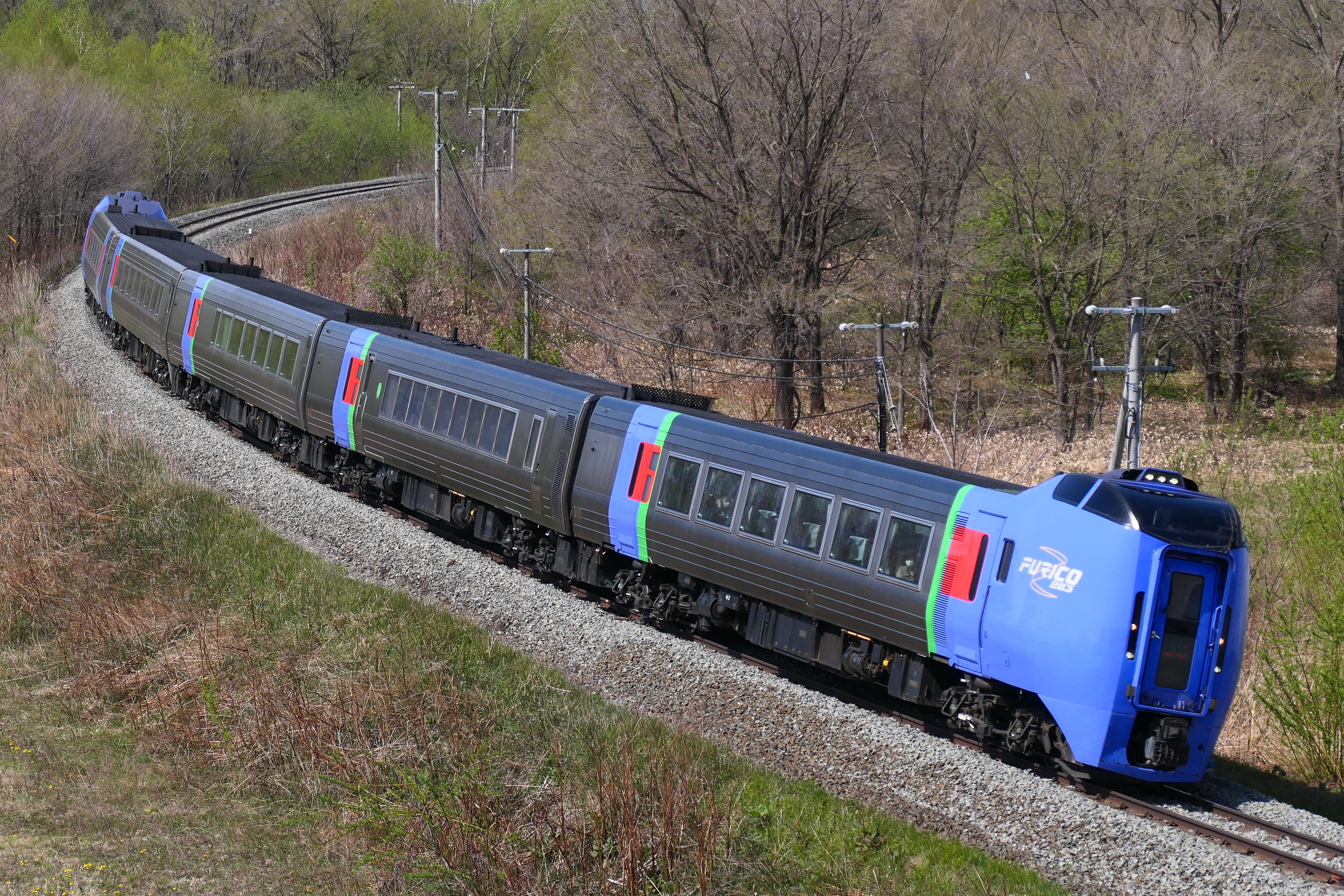
Neige-Dieseltriebzug Ōzora auf der Nemuro-Hauptlinie

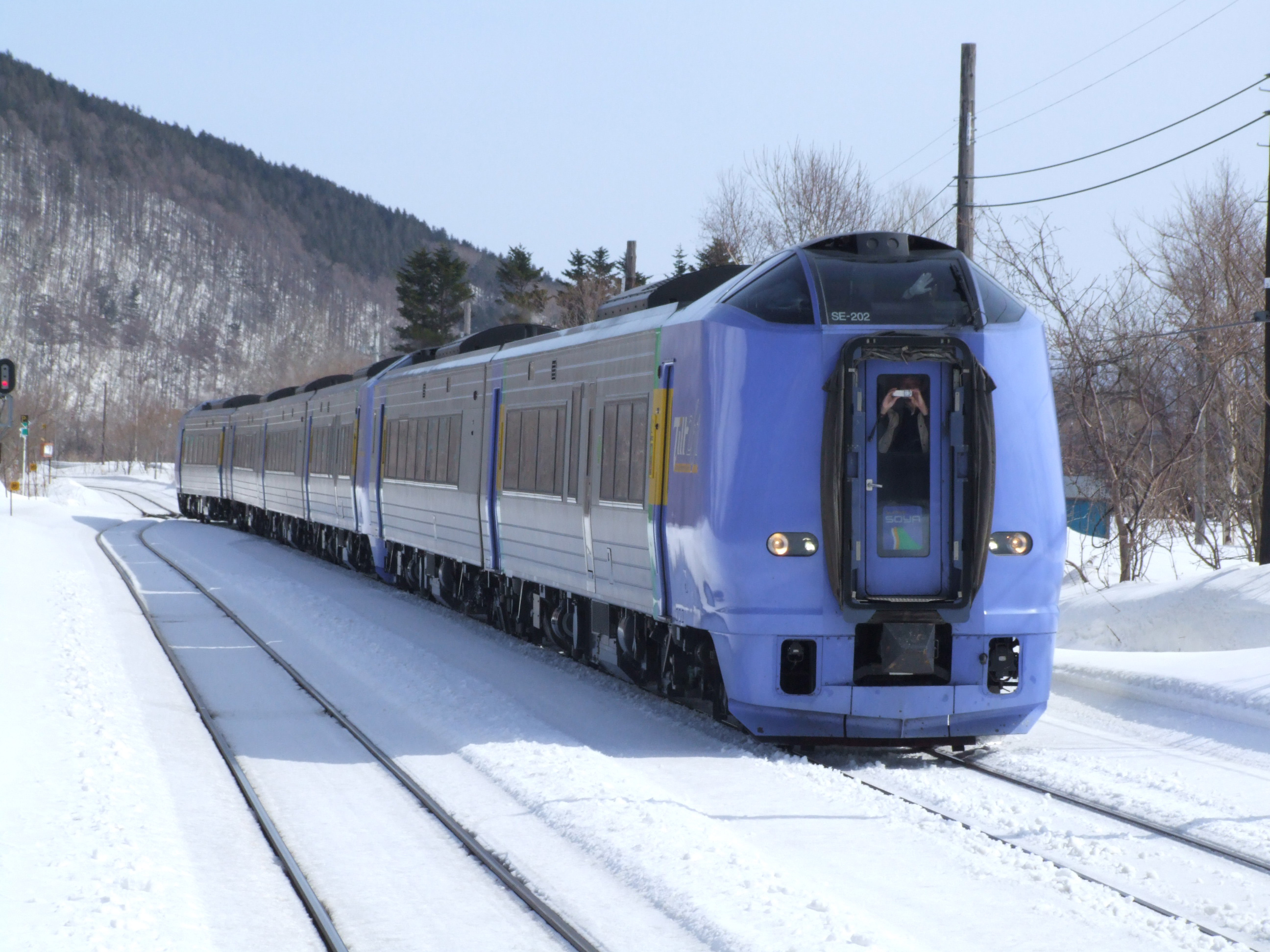
Dieseltriebzug Super Sōya auf der Sōya-Hauptlinie

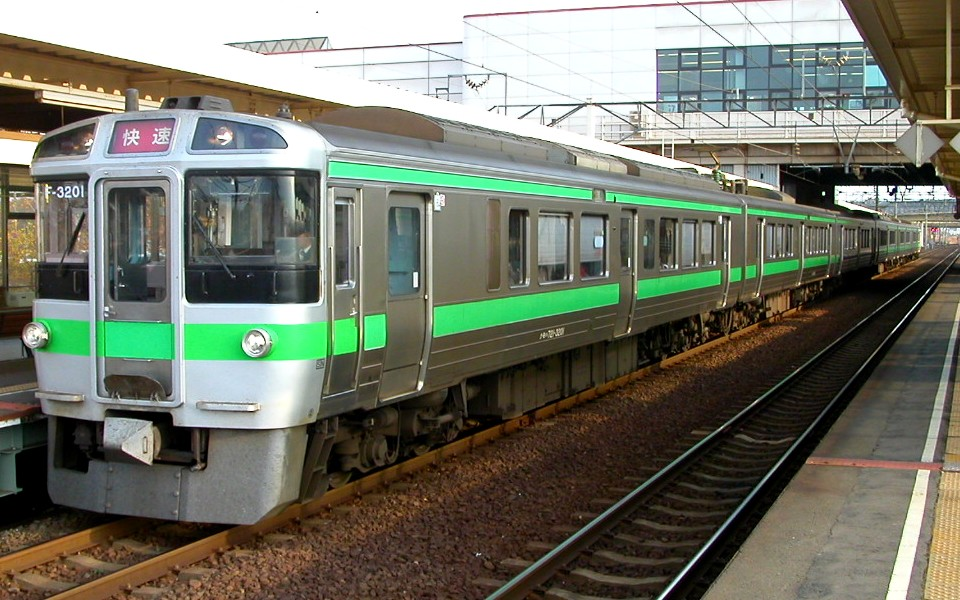
Flughafen-Schnellzug im Bahnhof Minami-Chitose

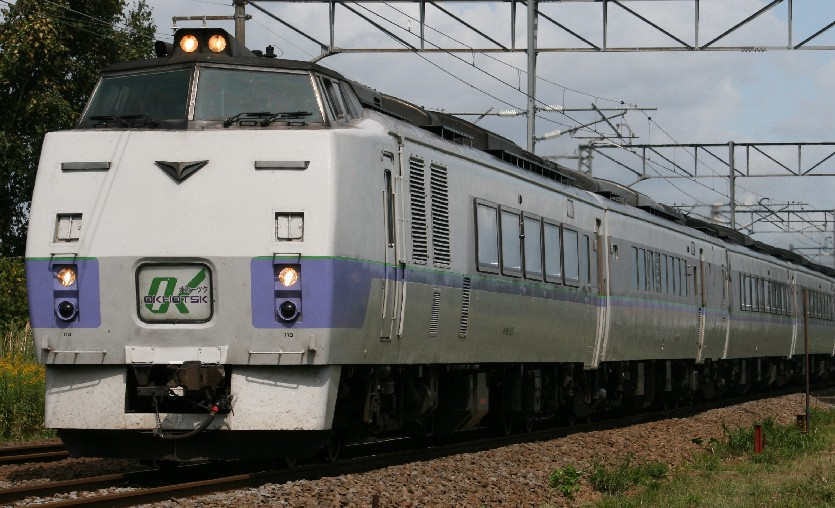
Die KIHA183 Züge wurden von 1982 bis 2017 eingesetzt und anschließend an die Thailändische Staatseisenbahn verschenkt

| Name der Linie      | Strecke                            | Länge    |
| ------------------- | ---------------------------------- | -------- |
| Furano-Linie        | Asahikawa – Furano                 | 054,8 km |
| Hidaka-Hauptlinie   | Tomakomai – Mukawa                 | 030,5 km |
| Sekihoku-Hauptlinie | Shin-Asahikawa – Kitami – Abashiri | 234,0 km |
| Kaikyō-Linie        | Naka-Oguni – Kikonai               | 087,8 km |
| Rumoi-Hauptlinie    | Fukagawa – Ishikari-Numata         | 014,4 km |
| Sasshō-Linie        | Sōen – Hokkaidō-Iryōdaigaku        | 028,9 km |
| Senmō-Hauptlinie    | Higashi-Kushiro – Abashiri         | 166,2 km |
| Sōya-Hauptlinie     | Asahikawa – Nayoro – Wakkanai      | 259,4 km |

### Im Bau
| Name der Linie      | Strecke                        | Länge    | Eröffnung |
| ------------------- | ------------------------------ | -------- | --------- |
| Hokkaidō-Shinkansen | Shin-Hakodate-Hokuto – Sapporo | 211,7 km | 2031      |

### Frühere Linien
| Name der Linie          | Strecke                               | Länge    | Anmerkung                                                                           |
| ----------------------- | ------------------------------------- | -------- | ----------------------------------------------------------------------------------- |
| Chihoku-Linie           | Ikeda – Kitami                        | 140,0 km | am 4. Juni 1989 an die Hokkaidō Chihoku Kōgen Tetsudō am 21. April 2006 stillgelegt |
| Esashi-Linie            | Goryōkaku – Kikonai                   | 037,8 km | am 26. März 2016 an die Dōnan Isaribi Tetsudō                                       |
| Esashi-Linie            | Kikonai – Esashi                      | 042,1 km | am 12. Mai 2014 stillgelegt                                                         |
| Hidaka-Hauptlinie       | Mukawa – Samani                       | 116,0 km | am 8. Januar 2015 geschlossen und am 1. April 2021 stillgelegt                      |
| Horonai-Linie           | Iwamizawa – Ikushumbetsu              | 018,1 km | am 13. Juli 1987 stillgelegt                                                        |
| Horonai-Linie           | Mikasa – Horonai                      | 002,7 km | am 13. Juli 1987 stillgelegt                                                        |
| Kamisunagawa-Zweiglinie | Sunagawa – Kami-Sunagawa              | 007,3 km | am 16. Mai 1994 stillgelegt                                                         |
| Matsumae-Linie          | Kikonai – Matsumae                    | 050,8 km | am 1. Februar 1988 stillgelegt                                                      |
| Nayoro-Hauptlinie       | Nayoro – Engaru                       | 138,1 km | am 1. Mai 1989 stillgelegt                                                          |
| Nayoro-Hauptlinie       | Naka-Yūbetsu – Yūbetsu                | 004,9 km | am 1. Mai 1989 stillgelegt                                                          |
| Nemuro-Hauptlinie       | Furano – Shintoku                     | 081,7 km | am 1. April 2024 stillgelegt                                                        |
| Rumoi-Hauptlinie        | Rumoi – Mashike                       | 016,7 km | am 5. Dezember 2016 stillgelegt                                                     |
| Rumoi-Hauptlinie        | Ishikari-Numata – Rumoi               | 035,7 km | am 1. April 2023 stillgelegt                                                        |
| Sasshō-Linie            | Hokkaidō-Iryōdaigaku – Shin-Totsukawa | 047,6 km | am 17. April 2020 stillgelegt                                                       |
| Sekishō-Linie           | Shin-Yūbari – Yūbari                  | 016,1 km | am 1. April 2019 stillgelegt                                                        |
| Shibetsu-Linie          | Shibecha – Nemuro-Shibetsu            | 069,4 km | am 30. April 1989 stillgelegt                                                       |
| Shibetsu-Linie          | Nakashibetsu – Attoko                 | 047,5 km | am 30. April 1989 stillgelegt                                                       |
| Shinmei-Linie           | Fukagawa – Nayoro                     | 121,8 km | am 4. September 1995 stillgelegt                                                    |
| Tenpoku-Linie           | Otoineppu – Minami-Wakkanai           | 148,9 km | am 1. Mai 1989 stillgelegt                                                          |
| Utashinai-Linie         | Sunagawa – Utashinai                  | 014,5 km | am 25. April 1988 stillgelegt                                                       |

Bis zum 13. März 1988 betrieb das Unternehmen auch die Seikan-Fähre zwischen Hakodate und Aomori.

## Geschichte

Karte Japans mit den Gebieten der Nachfolgegesellschaften der Japanischen Staatsbahn

Die Japanische Staatsbahn wurde am 1. April 1987 durch Aufspaltung in die sieben Nachfolgegesellschaften der JR Group privatisiert. JR Hokkaido übernahm den Personenverkehr auf der Insel Hokkaidō, während der Güterverkehr wie im übrigen Japan durch die Japan Freight Railway Company durchgeführt wird. Von Anfang an hatte JR Hokkaido die schwierigsten Voraussetzungen aller JR-Gesellschaften: Strenges Klima, geringe Bevölkerungsdichte, zunehmende Konzentration von Bevölkerung und Unternehmen auf die Hauptstadt Sapporo sowie eine stagnierende Wirtschaft nach dem Platzen der Spekulationsblase.
In den frühen 1980er Jahren hatte die Staatsbahn damit begonnen, unrentable Nebenlinien stillzulegen. JR Hokkaido führte dies nahtlos weiter, sodass das einst über 4000 km lange Schienennetz bis heute um mehr als ein Drittel geschrumpft ist. Den Anfang machte 1987 die Horonai-Linie; 1988 folgten die Matsumae-Linie und die Utashinai-Linie, 1989 die Nayoro-Hauptlinie, die Shibetsu-Linie und die Tenpoku-Linie. Ebenfalls 1989 wurde die Chihoku-Linie an eine neue, von Gemeinden und Privatinvestoren getragene Gesellschaft übertragen und erhielt den neuen Namen Furusato-Ginga-Linie. Die Maßnahme war jedoch nicht erfolgreich, denn 2006 musste diese Linie aufgrund stetig sinkender Fahrgastzahlen ebenfalls endgültig schließen. Nach einigen Jahren Pause setzte sich der Schrumpfungsprozess 1994 fort, als die Kamisunagawa-Zweiglinie stillgelegt wurde. 1995 war die Shinmei-Linie an der Reihe; sie war bisher verschont geblieben, da es bis dahin noch keine geeignete Straßenverbindung für einen Busersatzverkehr gegeben hatte.
An einigen Stellen baute JR Hokkaido sein Angebot aus. Ein Meilenstein war insbesondere die Eröffnung des 53,85 km langen Seikan-Tunnels unter der Tsugaru-Straße am 13. März 1988, der die Schienennetze auf Hokkaidō und der japanischen Hauptinsel Honshū miteinander verbindet. Der Tunnel, an dem 24 Jahre lang gebaut worden war, ist vor allem für den Güterverkehr von Bedeutung. Hingegen spielt er für den Personenverkehr nur eine untergeordnete Rolle: In den 2000er Jahren entfielen 90 % des Verkehrsaufkommens im Personentransport zwischen den beiden Inseln weiterhin auf den Flugverkehr, da die Eisenbahn weder von der Zeit noch von den Kosten her konkurrenzfähig war. Daran änderte auch die Einführung von Schlafwagenzügen wenig.
Das Schienennetz im Großraum Sapporo war ursprünglich nicht auf den Vorortsverkehr ausgerichtet. 1986 begann die Staatsbahn darauf zu reagieren, indem sie neue Bahnhöfe eröffnete und mehr Züge verkehren ließ. Der Bahnhof Sapporo, der bisher ein Flaschenhals gewesen war, wurde bis 1988 umgebaut und erweitert, ebenso ergänzte JR Hokkaido zwecks Kapazitätserhöhung bestehende Strecken im urbanen Gebiet um zusätzliche Gleise. 1992 erhielt der südöstlich von Sapporo gelegene Flughafen Neu-Chitose einen 2,6 km langen unterirdischen Anschluss an das Schienennetz. Diese Verbindung, die in Zusammenarbeit mit der Dänischen Staatsbahn geplant worden war, entwickelte sich zum profitabelsten Teil des Netzes von JR Hokkaido. Auf dem übrigen Netz konnten die Fahrtzeiten durch die Eliminierung von Langsamfahrstellen und die Einführung von Neigezügen zum Teil markant verringert werden. Beispielsweise beträgt die Zeitersparnis zwischen Sapporo und Kushiro 50 Minuten, während die Flugverbindungen zwischen Sapporo und Hakodate eingestellt wurden.
In den frühen 2010er Jahren war JR Hokkaido von einer Serie ernster Zwischenfälle betroffen. Am 27. Mai 2011 entgleiste ein Schnellzug der Sekishō-Linie und fing in einem Tunnel Feuer. Alle 240 Fahrgäste konnten evakuiert werden, doch 39 von ihnen erlitten Rauchvergiftungen und leichte Verbrennungen. Der damalige Vorsitzende Naotoshi Nakajima beging vier Monate später Suizid. Auf derselben Strecke entgleiste am 16. Februar 2012 ein Güterzug und prallte in eine Schneeschutzmauer. Zu einer weiteren Entgleisung eines Güterzuges kam es am 19. September 2013 im Bahnhof Ōnuma auf der Hakodate-Hauptlinie. JR Hokkaido ließ verlauten, dass die Spurweite 25 mm breiter gewesen sei als vorgeschrieben (erlaubt ist eine maximale Abweichung von 19 mm, die innerhalb von zwei Wochen beseitigt werden muss). Eine vom japanischen Eisenbahnsicherheitsamt angeordnete Nachkontrolle ergab eine Abweichung von 39 mm; außerdem wurde festgestellt, dass die Prüfdaten manipuliert worden waren. Im Februar 2014 leitete die Polizei von Hokkaido auf Antrag der Regierung eine Strafuntersuchung gegen das Unternehmen ein, nachdem es zugegeben hatte, dass es in 33 Wartungssektionen zu Datenfälschungen gekommen sei (was 16 % des gesamten Schienennetzes entspricht); insgesamt waren 129 Angestellte in dem Betrug involviert. Im Dezember 2015 erhob die Staatsanwaltschaft Anklage wegen grober Fahrlässigkeit und Verstoß gegen das Eisenbahngesetz.
Nach elfjähriger Bauzeit wurde am 26. März 2016 die Hokkaidō-Shinkansen in Betrieb genommen, eine 148,9 km lange Hochgeschwindigkeitsstrecke zwischen Aomori und Hakodate, die den Seikan-Tunnel mitbenutzt. JR Hokkaido übertrug am selben Tag die parallel verlaufende Esashi-Linie zwischen Hakodate und Kikonai an die neue Gesellschaft Dōnan Isaribi Tetsudō; den westlich daran anschließenden Abschnitt nach Esashi hatte sie zwei Jahre zuvor stillgelegt. Im Bau ist zurzeit eine Verlängerung der Hokkaidō-Shinkansen nach Sapporo; die 211,7 km lange Strecke soll im Jahr 2031 eröffnet werden.

## Konzerngesellschaften

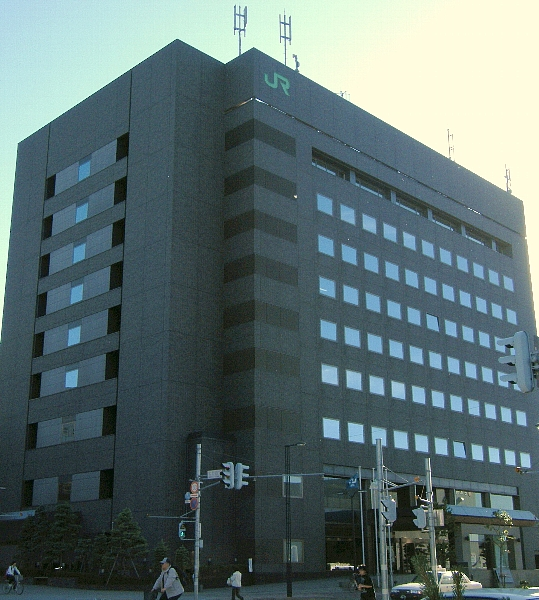
Hauptsitz in Sapporo

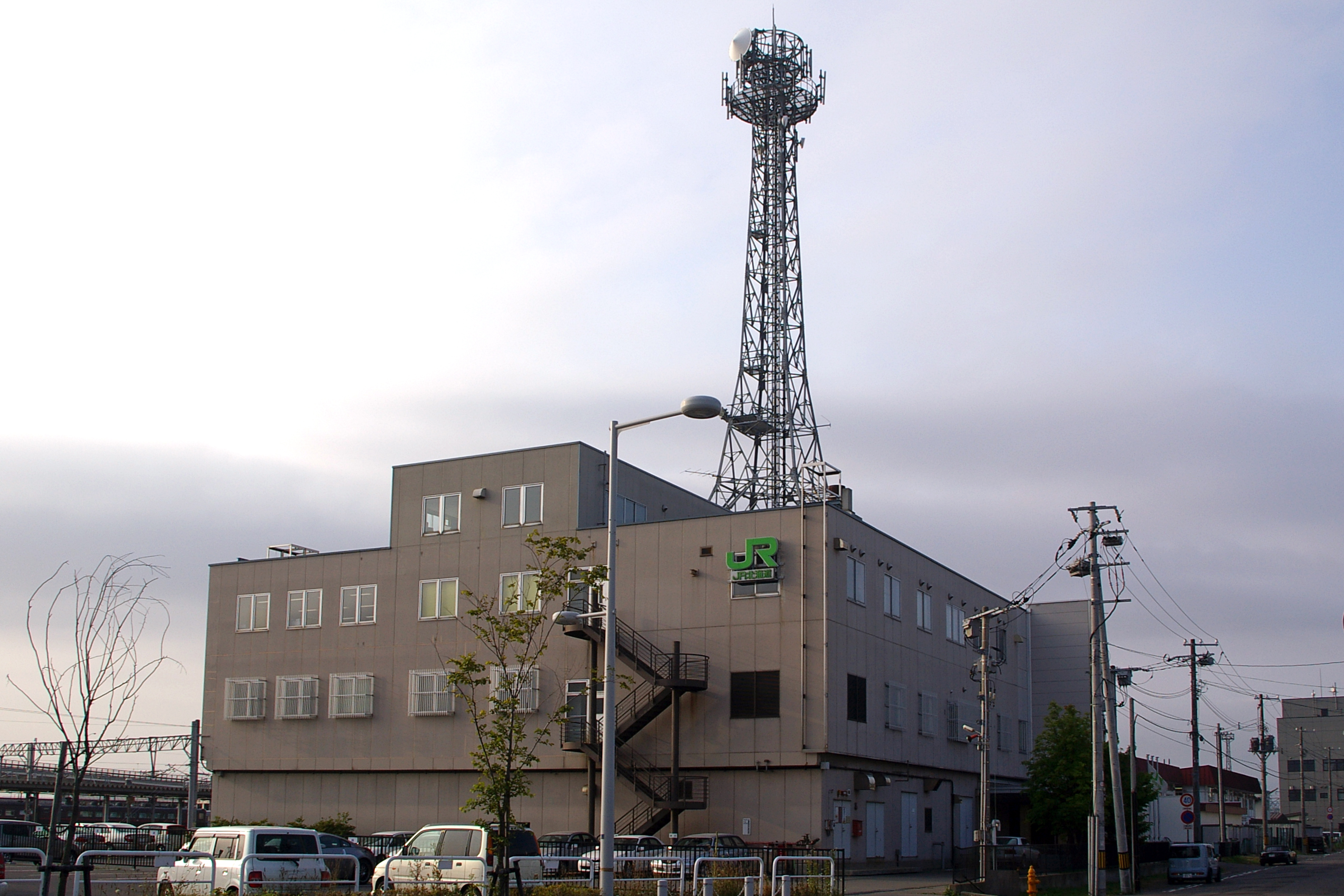
Zweigstelle in Hakodate

JR Hokkaido ist ein Konzern, der neben dem eigentlichen Bahnbetrieb auch mehrere Tochtergesellschaften umfasst:
- Hokkaido High-Speed Rail Development (50 % Beteiligung): Ausführung von Elektrifizierungsprojekten, Vermietung von Anlagen und Fahrzeugen
- JR Hokkaido Bus Co.: Stadtbusverkehr in Sapporo, Fernbusverkehr
- Hokkaido JR Consultants: Designstudien für Bahnprojekte
- Electrokinetic: Bau und Unterhalt von elektrischer Ausrüstung
- Hokkaido JR Built: Bau und Unterhalt von Strecken und Gebäuden
- Hokkaido Orbital Facility Industrial Co.: Bau und Unterhalt von Gleisanlagen
- Satsuken Industrial Co.: allgemeiner Hoch- und Tiefbau
- Sapporo Rolling Stock & Machinery Co.: Wartung, Reparatur und Umbau von Fahrzeugen, Klima- und Sanitäranlagen
- Sapporo Koei Co.: Nebenprodukte der Waggonfabrik
- Hokkaido JR Transportation Support Co.: Reinigung und Unterhalt von Fahrzeugen, Büroräumen und Betriebsgebäuden
- Hokkaido JR Cybernet Co.: Elektronische Ausrüstung und Systeme
- Hokkaido JR Servicenet: Reisebüro, Arbeitsvermittlung, Bildungsangebote
- JR Hokkaido Rent-a-car Co.: Autovermietung
- Hokkaido JR Freshness Retail: Lebensmittelgeschäfte
- Hokkaido Kiosk: Convenience-Shops
- Hokkaido JR Shoji: Beschaffung der von der JR-Hokkaido-Gruppe verwendeten Materialien
- Hokkaido JR Foods: Betrieb der Restaurants und Hotels der JR-Hokkaido-Gruppe
- Hokkaido JR Urban Development Co.: Immobilienhandel
- Sapporo Station Development Co.: Einkaufszentrum im Bahnhof Sapporo
- JR Hokkaido Hotels Co.: Bahnhotels in Sapporo, Asahikawa und Obihiro
- Hokkaido JR Inn Management: Hotel in Sapporo
- Hokkaido Clean System Co.: Facility Management, Abfallbeseitigung und Recycling
- Hokkaido Linen Supply Co.: Reinigung von Stoffüberzügen, Bettwäsche, Arbeitskleidung usw.
- Hokkaido JR System Development: Software-Entwicklung
- Hokkaido JR Agency: Werbe- und Kommunikationsdienstleistungen
- Sōen Driving School: Fahrschule
- JR Dotō Travel Service: verschiedene Dienstleistungen in Kushiro
- Asahikawa Terminal Building Co.: verschiedene Dienstleistungen im Bahnhof Asahikawa